# Кузмичевка
Кузмичевка — хутор в Миллеровском районе Ростовской области. Входит в состав Туриловского сельского поселения.

## География
На хуторе имеются две улицы: Заречная и Кооперативная.

## История
С ноября 1924 года — в составе Туриловского сельсовета. По данным Всесоюзной переписи населения 1926 года — в Донецком округе Мальчевско-Полненского района Северо-Кавказского края РСФСР; 20 дворов, население — 129 человек (66 мужчин и 63 женщины); все жители — украинцы.

## Население
| 2010 |
| ---- |
| 158  |